# Eurekiidae
Az Eurekiidae a háromkaréjú ősrákok (Trilobita) osztályának az Asaphida rendjéhez, ezen belül a Dikelokephaloidea öregcsaládjához tartozó család.

## Rendszerezés
A családba az alábbi nemek tartoznak:
- Bandalaspis
- Bayfieldia
- Corbinia
- Eurekia
- Leocephalus
- Lochmanaspis
- Magnacephalus
- Maladia
- Tostonia
- Wisarcadiaspis - szinonimája: Arcadiaspis